# Иврит
Иврит (עִבְרִית, [ʔivˈʁit]/[ʔivˈɾit]) е семитски език, говорен днес от повече от 7 800 000 души, в Израел, Европа, САЩ. Традиционно иврит се приема за езика на евреите, макар че в еврейската диаспора се използват и други еврейски езици, а самият иврит се говори и от нееврейски групи, като самаритяните.
Най-ранните свидетелства за езика иврит са от X век пр.н.е. като Петокнижието и основната част от Стария завет са написани на иврит. Това е и богослужебният език на юдаизма, наричан от евреите лешон хакодеш (לשון הקודש, „свещен език“). Към V век пр.н.е. говорим език на евреите вече е арамейския и по-стари текстове на иврит от Библията трябва да им бъдат превеждани.
Съвременният иврит се формира в хода на движението Хаскала в средата на XIX век на основата на класическия иврит, който датира от VI век пр.н.е. С появата на ционизма в края на XIX век се засилват усилията за съживяване на иврит като съвременен говорим и писмен език, общ за всички евреи по света. Важна роля в този процес има лингвистът Елиезер Бен Йехуда. Иврит постепенно се превръща в основен език сред еврейските общности, измествайки езици като идиш и ладински. През 1921 година той става един от официалните езици на Подмандатна Палестина, наред с английския и арабския, а след 1948 година е официален език на Израел, заедно с арабския.

## История

### Ранни свидетелства
Най-ранният известен текст на иврит е открит в Хирбет Кеяфа през 2008 година. Керамичен отломък на възраст 3 хиляди години съдържа пет реда избледнели букви, които показват, че библейските текстове за царството на Давид може би са базирани на по-древни писмени свидетелства.
Календарът от Гезер също датира от X век пр.н.е., началото на монархическия период – традиционно приеманото време на управление на Давид и Соломон. Езикът на календара, включващ списък на сезоните и свързаните с тях селскостопански работи, е класифициран като архаичен библейски иврит. Използвана е старата писменост на иврит, подобна на финикийската азбука, без използване на гласни, нито обозначаване на гласните със съгласни, както е прието в по-късния правопис на иврит.
В региона са открити множество древни надписи с подобни азбуки, като протосинайската, написани на други семитски езици. Смята се, че първоначалната форма на писмеността произлиза от египетските йероглифи, като фонетичните стойности са присвоени на акрофонен принцип. Общият предшественик на иврит и финикийския език е протоханаанският, който е и първият език, използващ семитска азбука, различна от египетската писменост.

### Класически иврит
В най-широк смисъл под класически ивирт се разбира говоримият език на Древен Израел в периода от X век пр.н.е. до IV век. Той включва няколко еволюиращи и застъпващи се във времето форми, обикновено носещи името на ключови литературни паметници:
- Архаичният библейски иврит съответства на монархическия период до Вавилонския плен, между X и VI век пр.н.е., и е представен от няколко текста от Танах, като Песен на Моисей (Изход 15) и Песен на Девора (Книга на съдиите 5). Този етап от развитието на езика понякога се нарича и староеврейски или палеоеврейски. Използван е вариант на финикийската писменост.
- Стандартният библейски иврит се използва в края на монархическия период и по време на Вавилонския плен (VIII – VI век пр.н.е.). Представителен за този етап е основният текст на Стария завет, който до голяма степен достига съвременния си вид през тази епоха. Понякога е наричан раннобиблейски иврит, класически библейски иврит или класически иврит в тесния смисъл на понятието.
- Късният библейски иврит се използва през персийската епоха (V – III век пр.н.е.) и е представен в някои текстове на Стария завет, като книгите на Ездра и Неемия. Тази форма е много близка до стандартния библейски иврит, като включва известен брой нови заемки, главно от областта на държавното управление, както и някои синтактични нововъведения, като използването на частицата за притежание „шел“. Късният библейски иврит вече използва арамейската азбука.
- Кумранският иврит, използван през Елинистичнита и Римската епоха до разрушаването на Йерусалимския храм (II век пр.н.е. – I век), е типичен за Кумранските ръкописи. Първоначално се използва арамейската азбука, заменена към края на периода от съвременната еврейска писменост.
- Мишнаическият иврит, използван Римската епоха след разрушаването на Йерусалимския храм (I – IV век), е известен от основната част от текстовете на Мишна и Тосефта. Понякога е наричан също танаитически или ранен равинически иврит.

Понякога описаната класификация на класическия иврит се опростява до разделянето на библейски (X – II век пр.н.е.) и мишнаически иврит (III век пр.н.е. – III век), но в наши дни преобладава мнението, че кумранския иврит еволюира от къснобиблейския и преминава в мишнаическия, като съдържа елементи от тези два етапа, но се отличава от тях. В началото на Византийската епоха през IV век класическият иврит престава да се използва в ежедневието, като упадъкът му вероятно започва още след разгрома на евреите във Втората юдейско-римска война.

## Писменост
Еврейската азбука се състои от 22 букви плюс 5 букви (софити), които се пишат само в края на думата. Всички букви са съгласни с изключение на 3 – Алеф (א), Хей (ה) и Айн(ע). Съвременно произношение на иврит:
- Алеф – א
- Бет (вет) – ב
- Гимел – ג
- Далет – ד
- Хей – ה
- Вав – ו
- Зайн – ז
- Хет – ח
- Тет – ט
- Йод – י
- Каф/хаф – כ
- Хаф софит – ך
- Ламед – ל
- Мем – מ
- Мем софит – ם
- Нун – נ
- Нун софит – ן
- Самех – ס
- Айн – ע
- Пей/фей – פ
- Фей софит – ף
- Цади – צ
- Цади софит – ץ
- Ков – ק
- Рейш – ר
- Шин/син – ש
- Тав – ת

## Граматика
Ивритът е език, в който липсват спомагателни глаголи като глагола „съм“. Въпросите се образуват с въпросителна дума или само с промяна в интонацията. Глаголите могат да бъдат мъжки и женски род и множествено и единствено число. Прилагателните и притежателните местоимения стоят винаги след съществителното.